# Antonino Rizzo
Antonino Rizzo (Nicosia, 13 giugno 1929 – 28 dicembre 2002) è stato un politico italiano.

## Biografia
Magistrato di corte di cassazione, impegnato in politica con la Democrazia Cristiana. Candidato al Senato alle elezioni del 1972, non risulta eletto, ma diventa poi senatore della VI Legislatura nel maggio 1975 dopo la morte del collega Arcangelo Russo. Conferma il proprio seggio a Palazzo Madama anche alle elezioni del 1976, rimanendo in carica fino al 1979.
Nel 1986 viene eletto sempre con la DC all'Assemblea Regionale Siciliana, restando in carica nella X legislatura, fino al 1991.
Muore il 28 dicembre 2002, all'età di 73 anni.